# Musée de l'histoire de Kiev
Le musée de l'histoire de Kiev (en ukrainien : Музей історії міста Києва), est une institution commémorant le développement de la ville de Kiev, raïon de Chevtchenko en Ukraine.

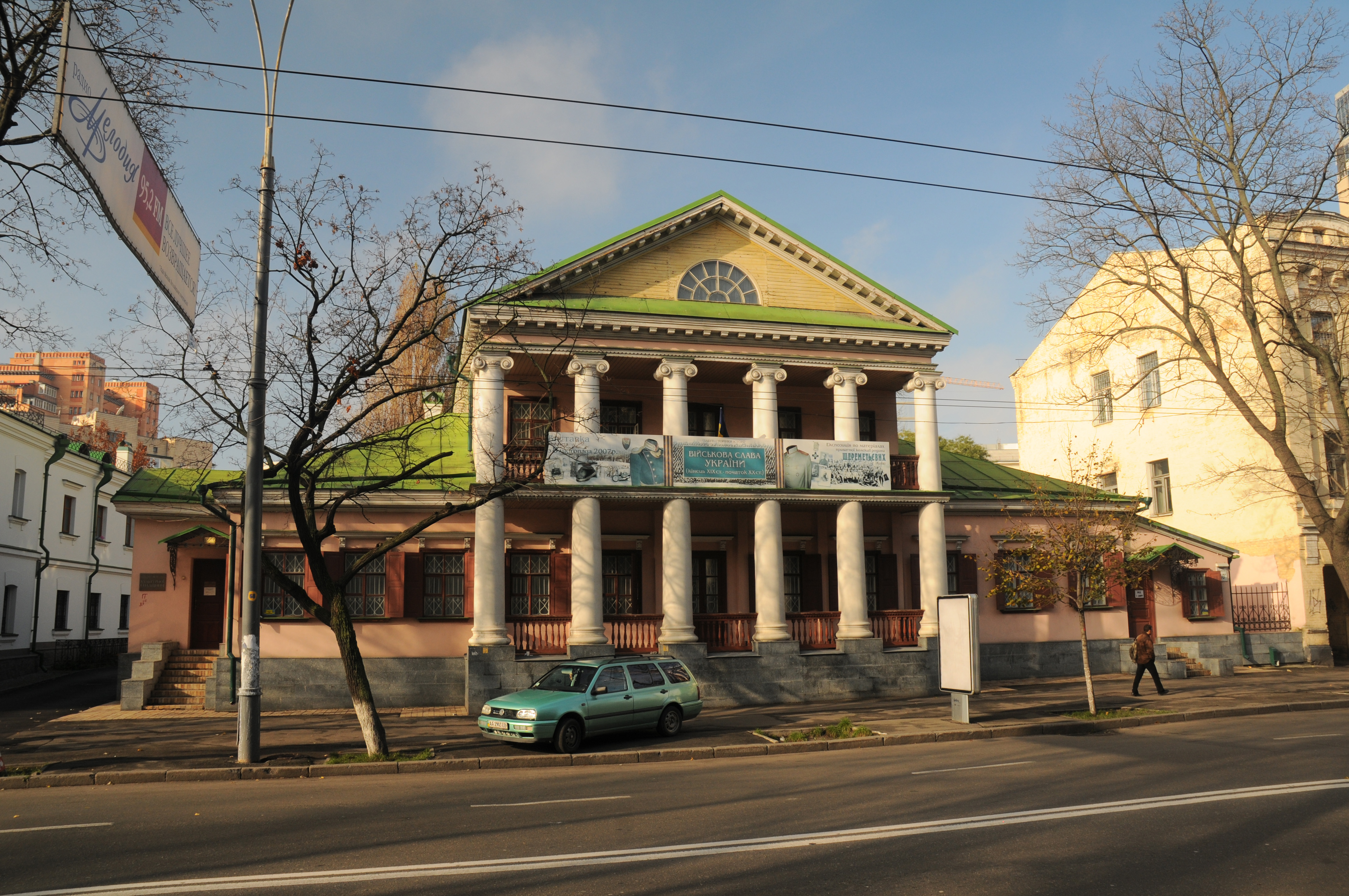
L'annexe du n°40 de la rue des princes Ostrozki, classé.

C'est un complexe qui regroupe un ensemble de musées, d'expositions. Il met en valeur des projets historiques, artistiques et pédagogiques qui couvrent tant l'histoire que la littérature la science l'art et de la vie sociale ou politique de la ville/capitale.

## En images

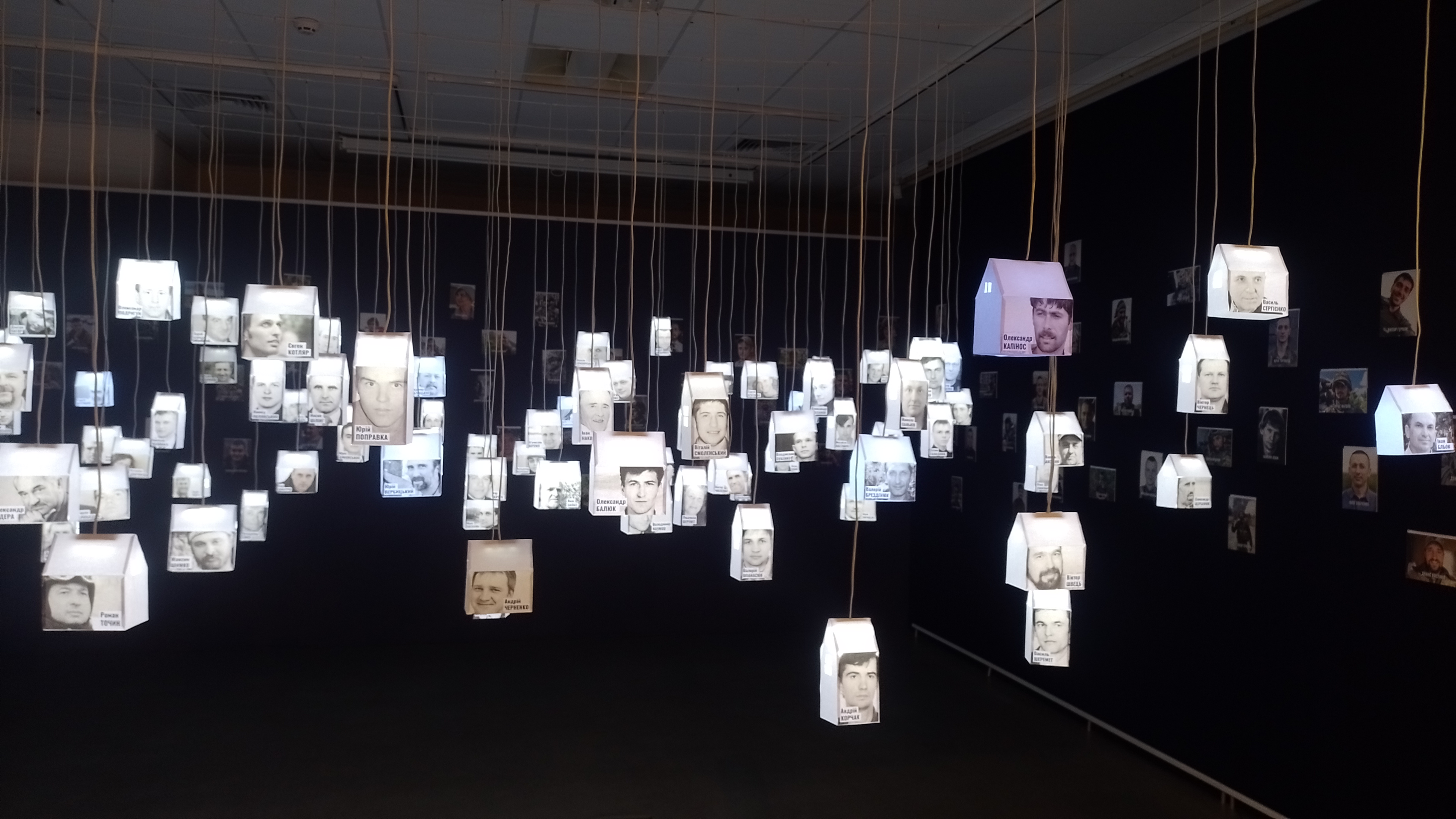
Les chemins terrestres des cent célestes, exposition temporaire de 2024.
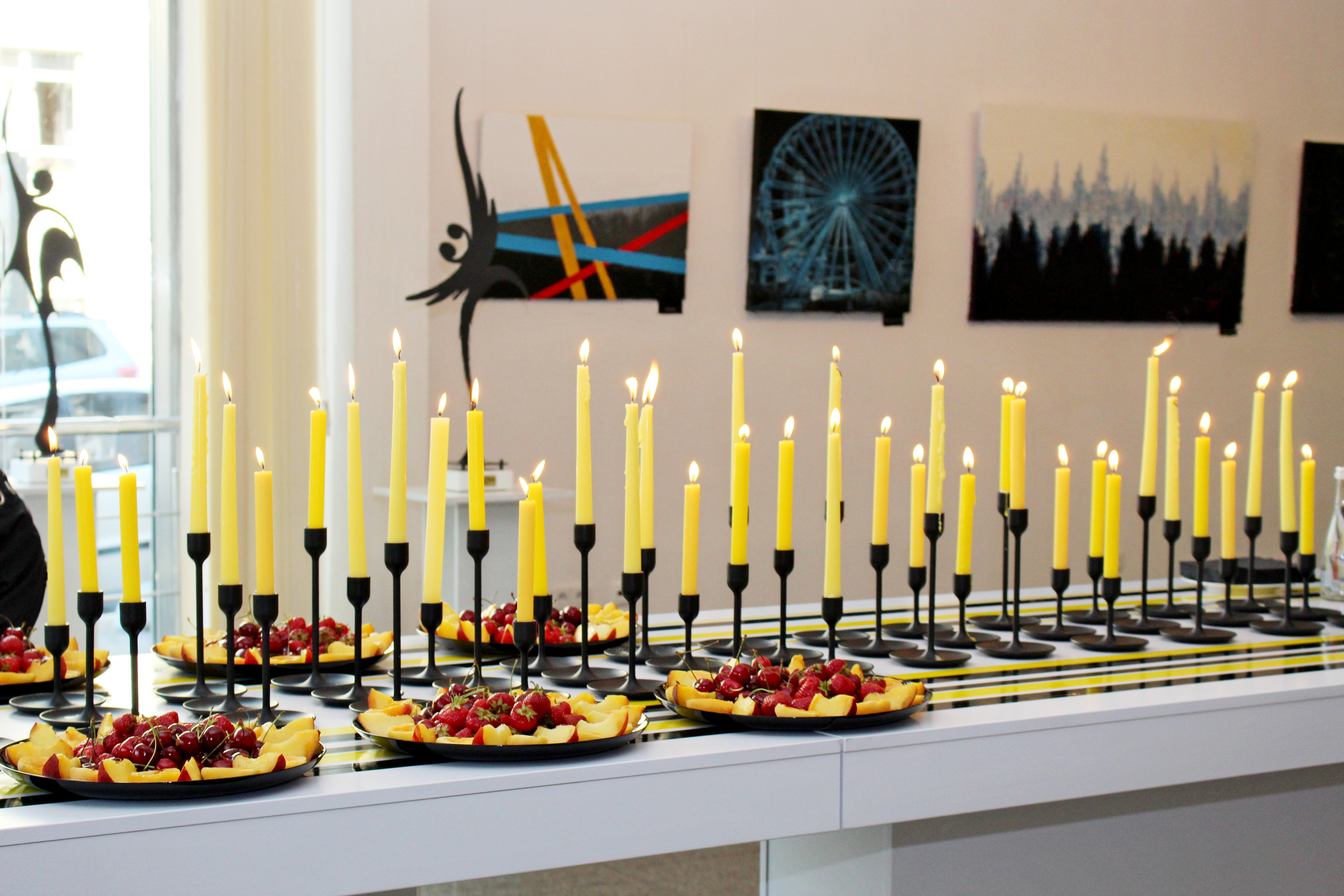
Exposition couleur noire, cuisine ukraino-libanaise.
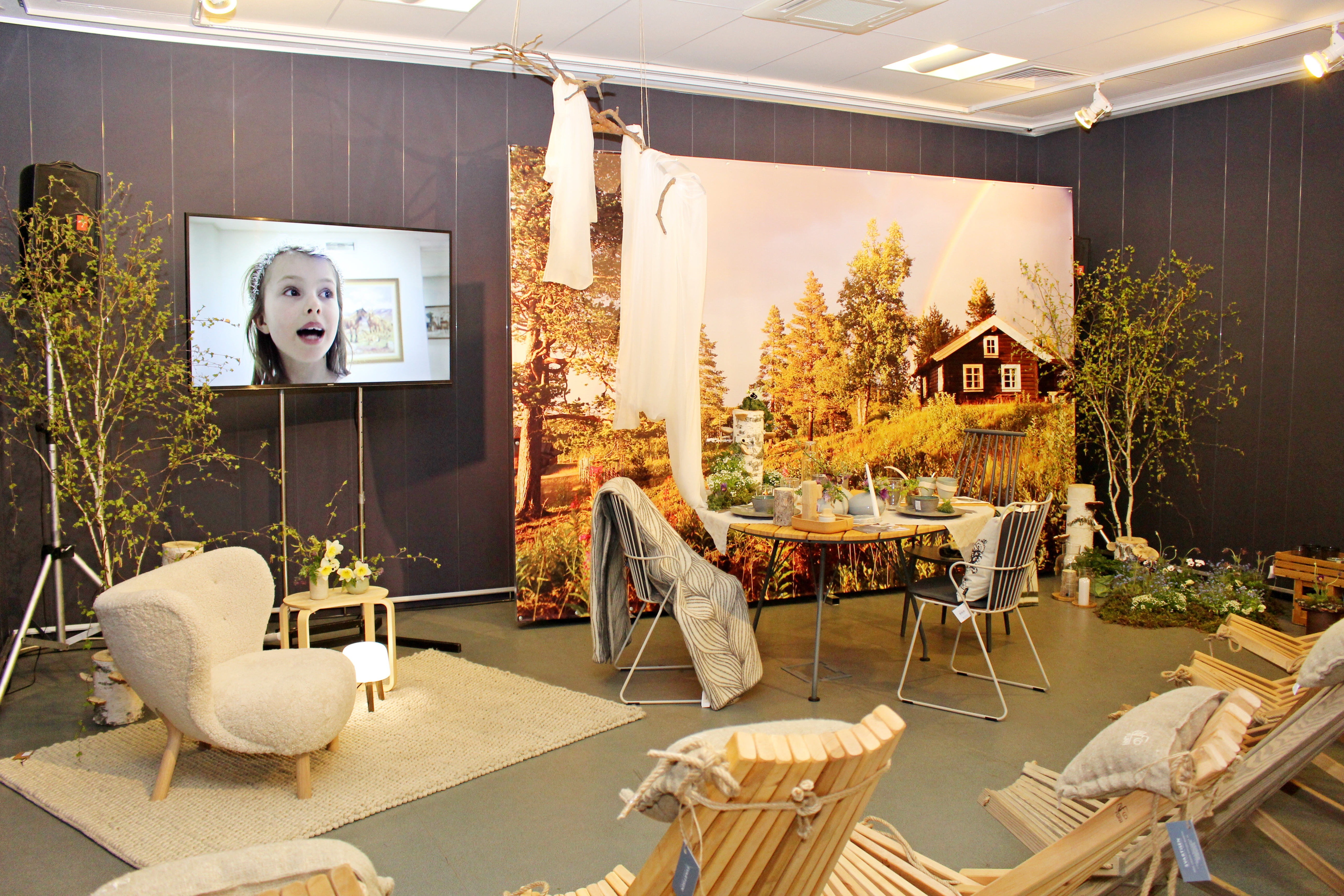
Lors du Festival Nuit scandinave.
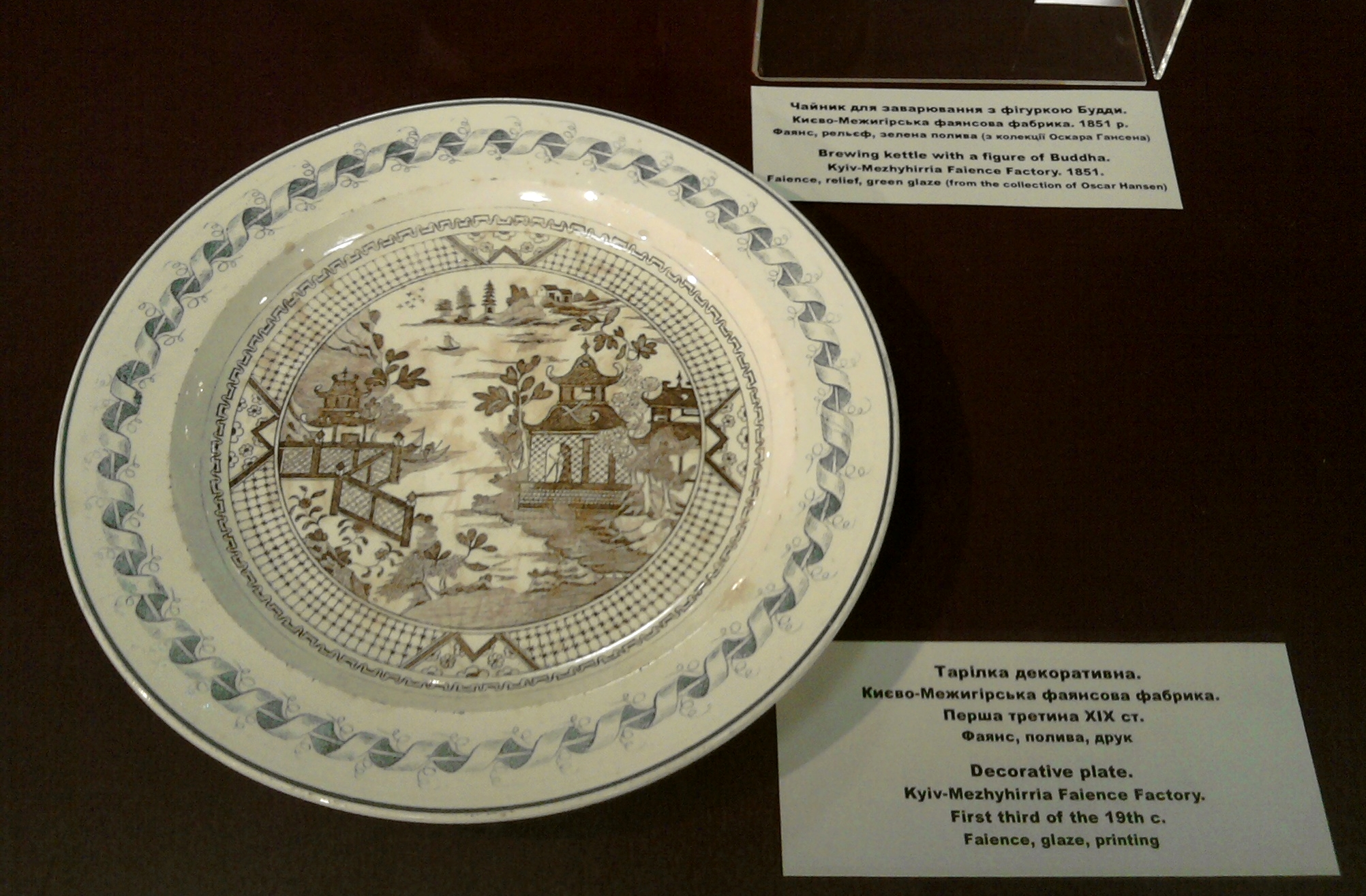
Assiette de la faïencerie de Kiev-Mejyhirska.
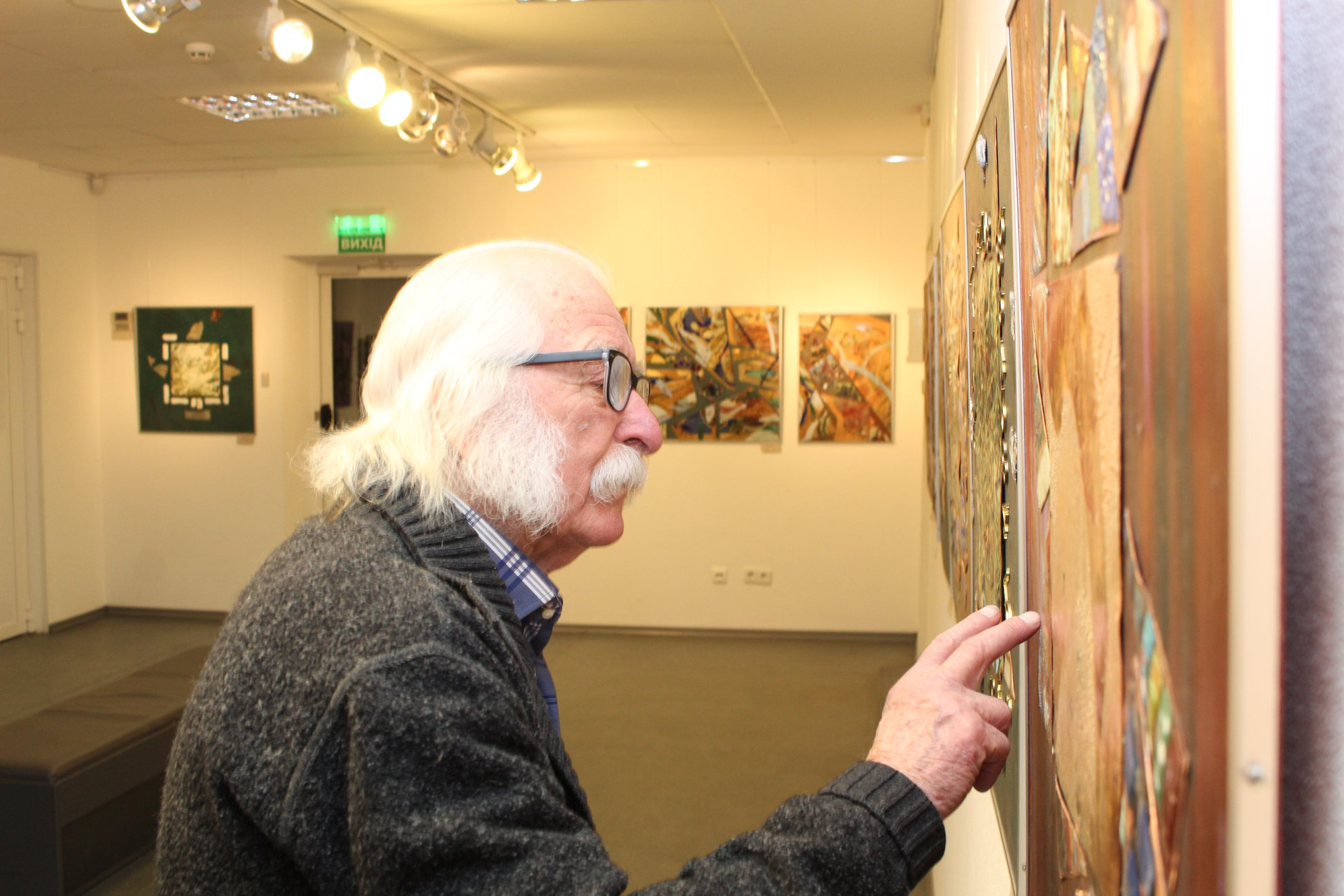
Ivan Martchouk à l'ouverture de l'exposition d'émaux d'Oleksandr Boroday.